# Javier Fragoso
Javier Fragoso (19 d'abril de 1942 - 28 de desembre de 2014) fou un futbolista mexicà.

## Selecció de Mèxic
Va formar part de l'equip mexicà a la Copa del Món de 1966.